# Parafia Wniebowzięcia Najświętszej Maryi Panny w Polskiej Cerekwi
Parafia Wniebowzięcia Najświętszej Maryi Panny – rzymskokatolicka parafia w Polskiej Cerekwi, należąca do dekanatu Łany w diecezji opolskiej.

## Historia parafii
Kościół parafialny pw. Wniebowzięcia Najświętszej Marii Panny w Polskiej Cerekwi, wzmiankowany w 1418 roku, wielokrotnie przebudowywany, w obecnej postaci z XVII w. W roku 1617 wzniesiono kaplicę św. Barbary z fundacji Fryderyka von Opersdorff, a w 1763 roku dobudowana została kaplica św. Antoniego ufundowana przez von Gaschin. Kościół jest murowany, wsparty na dwóch kolumnach z faliście wygiętym parapetem. W otoczeniu kościoła znajduje się mur wzniesiony zapewne w XVIII w., ceglany, otynkowany, z późnobarokową bramką od zachodu, fundowaną w roku 1780 przez Antoniego von Gaschin.
Parafia należy do największych w dekanacie i swym zasięgiem obejmuje wiernych z miejscowości: Polska Cerekiew, Jaborowice, Ciężkowice i Ligota Mała.

## Proboszczowie po 1945 roku
- ks. Karol Biskup
- ks. Henryk Smolarczyk
- ks. Józef Respondek
- ks. Jerzy Trinczek[3]
- ks. Marek Nikiel SChr[3]